# G. 윌로 윌슨
그웬덜린 윌로 윌슨(영어: Gwendolyn Willow Wilson, 1982년 8월 31일 ~ )은 미국의 만화가, 소설가이다. 만화 대표작으로 《카이로 Cairo》, 《에어 Air》, 그리고 마블 코믹스 기반의 《미즈 마블》이 있다. 또 그녀가 쓴 소설 《보이지 않는 자 알리프 Alif the Unseen》는 2013냔 세께 환상문학 대상을 수상한 작품이다. 파키스탄계 이슬람교도 가정에서 자라난 10대 소녀를 주인공으로 한 《미즈 마블》은 미국 코믹스계에 큰 화제를 불러일으켰다.
그녀는 이슬람교로 개종한 미국인 여성이며 20대 때부터 이집트에 거주했다. 이때의 경험을 바탕으로 쓴 것이 《카이로》이다. 2011년 첫째딸을 얻었다.

## 저작

### 버티고 코믹스
| 제목   | 원제  | 이슈                | 연도    |
| ------ | ----- | ------------------- | ------- |
| 카이로 | Cairo | 오리지널 그래픽노블 | 2007    |
| 에어   | Air   | #1-24               | 2008-10 |

### 마블 코믹스
| 제목            | 원제       | 이슈  | 연도    |
| --------------- | ---------- | ----- | ------- |
| 미즈 마블 (3부) | Ms. Marvel | #1-11 | 2014-15 |